# 미코우프군

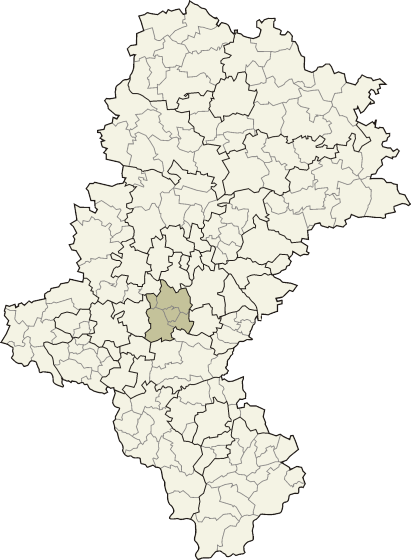
실롱스크주 지도에 표시된 미코우프군의 위치

미코우프군(폴란드어: powiat mikołowski)은 폴란드 실롱스크주에 위치한 군으로 군청 소재지는 미코우프이며 면적은 231.53km2, 인구는 98,689명(2019년 6월 30일 기준), 인구 밀도는 430명/km2이다.
북쪽으로는 루다실롱스카시, 동쪽으로는 카토비체시, 티히시, 남쪽으로는 프슈치나군, 조리시, 서쪽으로는 리브니크군, 북서쪽으로는 글리비체군과 접한다. 5개 지방 자치체(3개 도시, 2개 농촌)를 관할한다.

군기
군 문장